# West Odessa
West Odessa é uma Região censo-designada localizada no estado norte-americano do Texas, no Condado de Ector.

## Demografia
Segundo o censo norte-americano de 2000, a sua população era de 17.799 habitantes.

## Geografia
De acordo com o United States Census Bureau tem uma área de
161,7 km², dos quais 161,7 km² cobertos por terra e 0,0 km² cobertos por água.

## Localidades na vizinhança
O diagrama seguinte representa as localidades num raio de 44 km ao redor de West Odessa.